# Zawadzkie
Zawadzkie è un comune urbano-rurale polacco del distretto di Strzelce, nel voivodato di Opole.
Ricopre una superficie di 82,24 km² e nel 2004 contava 13 036 abitanti.